# ダマせない男
『ダマせない男』（ダマせないおとこ）は、2022年3月26日に日本テレビ系列で放送されたスペシャルドラマ。主演は堺雅人。
主人公のお人好し過ぎるサラリーマンが、ふとしたことからリゾート会社社長から10億円を奪う詐欺計画に着手することになってしまうコメディー。

## キャスト

### 主要人物
絹咲正（きぬさき ただし）
演 - 堺雅人（少年期：石田星空）
人が良すぎるサラリーマン。婚活パーティーで浅香澪と出会う。
浅香澪（あさか みお）
演 - 門脇麦 
「フレグランスの澪」の異名をもつ女詐欺師。正を騙して詐欺師に仕立て上げる。
貴島源一郎（きじま げんいちろう）
演 - 生瀬勝久 
大手ゼネコン貴島建設社長。裏社会にも繋がりがある。
大森詩子（おおもり うたこ）
演 - 広末涼子 
「グランデフォレストリゾート」の社長。正と澪から10億円の土地取引を勧められ、詐欺計画のターゲットにされる。
前原ゴードン大輝（まえはら ゴードンだいき）
演 - 光石研
大地主。絹咲正のターゲット。

### 真柴商事
絹咲の勤務する会社。
栗山（くりやま）
演 - 小手伸也
課長。絹咲正の上司。
平瀬
演 - 伊藤修子
社員。絹咲正の同僚。
西野
演 - 愛花
社員。絹咲正の同僚。
絹咲の爆弾のブレスレットをアクセサリーと思い込む。
ビルの設備管理者
演 - ト字たかお
真柴商事のビルの設備管理者。絹咲から室温を上げてくれと頼まれる。

### グランデフォレストリゾート
大森の経営するリゾート開発の会社。
小山紗枝（こやま さえ）
演 - 村川絵梨
会社のビルの清掃員。絹咲に好意を持ち、絹咲からも好意を持たれる。
大森の秘書
演 - 阿部翔平
田畑剛史
演 - 高木渉
社員。
松本
演 - 菅原健
社員。

### 貴島建設
八木
演 - 森準人
貴島の部下。絹咲たちを撃てと命じられた男。
前野
演 - 白石直也
貴島の部下。

### 詐欺師の集まるバー
バーのマスター
演 - 岡部たかし
詐欺師の集まるバーのマスター。
情報屋マサ
演 - 皆川猿時
詐欺師の集まるバーに来る。

### その他
婚活パーティー司会者
演 - 安東弘樹
婚活パーティー参加の女性
演 - 下京慶子
絹咲に預金額を聞き、逆に借金が700万円あると聞かされる。
ジョーが変装した高齢男性
演 - 藏内秀樹
トランクの鍵をなくし絹咲に見つけてもらった。
ジョーが変装した外国人
演 - 蟹江アサド
南国のプールの外国人。
絹咲聖子
演 - 芳野友美
絹咲の母。故人。
幣原（しではら）
演 - 遠山俊也
ジョーの仲間。
絹咲に頼み事をする男
演 - 芹澤興人
絹咲正をジョーと思い込んで仕事の手伝いを頼む男。
その他
演 - 田中佑弥

## スタッフ
- 脚本 - 森ハヤシ
- 演出 - 水野格
- 音楽 - 沢田完
- 撮影 - 谷康生
- 絵画部分監修 - アートテラー・とに～
- LGBTQ監修 - 白川大介（日本テレビ報道局）
- チーフプロデューサー - 三上絵里子
- プロデューサー - 大倉寛子、田上リサ
- 制作協力 - AX-ON
- 制作著作 - 日本テレビ